# Björk Orkestral
Björk Orkestral – jedenasta trasa koncertowa Björk i pierwsza w jej karierze trasa koncertowa z orkiestrą symfoniczną; w jej trakcie odbyło się dwadzieścia koncertów.

## Program koncertów
1. "Stonemilker"
2. "Aurora"
3. "Come to Me"
4. "Lionsong"
5. "I've Seen It All"
6. "History of Touches"
7. "Black Lake"
8. "Hunter"
9. "You’ve Been Flirting Again"
10. "Isobel"
11. "Bachelorette"
12. "Jóga"
13. "Quicksand"
14. "Hyperballad"

Bisy:
1. "Overture"
2. "Pluto"

## Lista koncertów
1. 11 października 2021 – Reykjavík, Islandia – Harpa
2. 24 października 2021 – Reykjavík, Islandia - Harpa
3. 31 października 2021 – Reykjavík, Islandia - Harpa
4. 15 listopada 2021 – Reykjavík, Islandia - Harpa
5. 13 lutego 2022 – Miami, Floryda, USA – Adrienne Arsht Center for Performing Arts
6. 16 lutego 2022 – Miami, Floryda, USA – Adrienne Arsht Center for Performing Arts
7. 17 czerwca 2022 – Berlin, Niemcy – Waldbühnen Open Air
8. 21 czerwca 2022 – Paryż, Francja – La Seine Musicale
9. 24 czerwca 2022 – Paryż, Francja - La Seine Musicale
10. 3 lipca 2022 – Montreux, Szwajcaria – Montreux Music & Convention Centre
11. 24 lipca 2022 – Cheshire, Anglia – Jodrell Bank Observatory
12. 30 lipca 2022 – Trondheim, Norwegia – Kristiansten Fortress
13. 3 sierpnia 2022 – Bergen, Norwegia – Bergenhus Festnigen
14. 5 listopada 2022 – São Paulo, Brazylia – Anhembi Convention Center
15. 9 listopada 2022 – Buenos Aires, Argentyna – Costanera Sur
16. 13 listopada 2022 – Santiago, Chile – Parque Bincentenario de Cerillos
17. 20 marca 2023 – Tokio, Japonia – Tokyo Garden Theatre
18. 25 marca 2023 – Kobe, Japonia – World Memorial Hall
19. 16 kwietnia 2023 – Indio, Kalifornia, USA – Empire Polo Club
20. 23 kwietnia 2023 – Indio, Kalifornia, USA – Empire Polo Club